# Coccoderus novempunctatus
Coccoderus novempunctatus är en skalbaggsart som först beskrevs av Ernst Friedrich Germar 1824.  Coccoderus novempunctatus ingår i släktet Coccoderus och familjen långhorningar.
Artens utbredningsområde är:
- Paraguay.
- Uruguay.

Inga underarter finns listade i Catalogue of Life.